# Setaria kagerensis
Setaria kagerensis là một loài thực vật có hoa trong họ Hòa thảo. Loài này được Mez miêu tả khoa học đầu tiên năm 1917.